# Maison canoniale (1 place Grégoire-de-Tours, Tours)
La maison canoniale est un hôtel particulier situé à Tours, 1 place Grégoire-de-Tours. Le monument fait l’objet d’une inscription au titre des monuments historiques depuis 1946.